# 嵐田昇
嵐田 昇（あらしだ のぼる、1948年 <昭和23年> 2月20日 - ）は、日本の地方公務員。北海道副知事、北海道立近代美術館長を歴任。瑞宝中綬章受章。

## 人物・経歴
北海道大学大学院工学研究科水質工学講座修士課程修了。1972年12月 北海道庁入庁、1997年 (平成9年) 6月 同苫東開発課長、2002年4月 同東京事務所長、2004年4月 同知事政策部長、2006年4月 同副知事、2008年5月 社団法人北海道産炭地域振興センター会長、2009年6月 北洋銀行常勤監査役 。2016年 北海道立近代美術館長。

## その他役職
- 北海道開発分科会基本政策部会 専門委員[4]
- 国立大学法人北海道大学経営協議会 学外委員[5]

## 栄典
2018年11月 秋の叙勲で地方自治功労により瑞宝中綬章受章